# 이종욱 (1965년)
이종욱(1965년 3월 15일~)은 대한민국의 정치인이다. 제22대 국회의원이다.

## 생애
2023년 5월, 조달청장으로 임명되었다. 2023년 7월, 직에서 퇴임했다.
제22대 국회의원 선거를 앞두고 창원시 진해구 선거구의 국민의힘 후보로 전략공천되었다. 본 선거 결과 50.24%의 득표율을 기록하면서 당선되었다.

## 학력
- 진해중앙국민학교 졸업
- 진해중학교 졸업
- 진해고등학교 졸업
- 서울대학교 사회과학대학 경영학 학사
- 서울대학교 행정대학원 행정학 석사
- 미시간 주립대학교 대학원 금융학 석사

## 경력
- 1991. 11. 제35회 행정고등고시 합격
- 재정경제원 사무관
- 2001. 7. 기획예산처 기획관리실 감사법무담당관실 서기관
- 2004. 6. 국무조정실 수질개선기획단 파견
- 2005. 6. 기획예산처 민자사업관리팀장
- 2007. 3. 기획예산처 업무성과관리팀장
- 2007. 12. 국제부흥개발은행 파견
- 2011. 1. 기획재정부 예산실 사회예산심의관 교육과학예산과장
- 2012. 2. 기획재정부 예산실 경제예산심의관 국토해양예산과장
- 2013. 5. 기획재정부 국고국 국고과장, 부이사관
- 2018. 5. 국회 예산결산특별위원회 전문위원, 이사관
- 2019. 3. 기획재정부 장기전략국장
- 2019. 8. 기획재정부 국고국장
- 2020. 11.~2021. 1. 국민경제자문회의 지원단장, 관리관
- 2021. 2.~2022. 5. 기획재정부 기획조정실장
- 2022. 5.~2023. 7. 제37대 조달청장
- 2024. 3.~2024. 4. 제22대 국회의원 선거 국민의힘「국민 희망의 길」 경남선거대책위원회 우주항공첨단엔진소재특별위원회 공동위원장 겸 경남중심철도벨트특별위원회 공동위원장
- 2024년 4월 10일: 대한민국 제22대 국회의원 선거 당선(경남 창원시 진해구, 국민의힘, 초선)
- 2024. 5.~ 국민의힘 경상남도당 창원시 진해구 당원협의회 위원장
- 2024. 5.~2025. 6. 국민의힘 원내부대표
- 2024. 6.~2024. 7. 국민의힘 정책위원회 산하 시급한 민생 현안 해결을 위한 재정·세제개편특별위원회 위원
- 2024. 6.~2024. 7. 국민의힘 정책위원회 산하 시급한 민생 현안 해결을 위한 민생경제안정특별위원회 위원
- 2025. 1.~2025. 6. 국민의힘 경제활력민생특별위원회 위원
- 2025. 5.~2025. 6. 제21대 대통령 선거 국민의힘 김문수 대통령 후보 경남 선거대책위원회 공동선거대책위원장
- 2025. 7.~ 국민의힘 부동산 시장 안정화 대응 TF 위원

### 의정활동
- 2024. 5.~ 제22대 국회의원(경남 창원시 진해구, 국민의힘, 초선)
  - 2024. 6.~2024. 6. 제22대 국회 전반기 국회운영위원회 위원
  - 2024. 6.~2025. 5. 제22대 국회 전반기 기획재정위원회 위원
    - 제22대 국회 전반기 기획재정위원회 경제재정소위원회 위원
    - 제22대 국회 전반기 기획재정위원회 예산결산기금심사소위원회 위원

  - 국회 AI와 우리의 미래 구성의원
  - 2025. 4.~2025. 6. 제22대 국회 전반기 예산결산특별위원회 위원
  - 2025. 5.~ 제22대 국회 전반기 국토교통위원회 위원

## 역대 선거 결과
| 실시년도 | 선거   | 대수 | 직책     | 선거구             | 정당     | 득표수   | 득표율          | 순위 | 당락 | 비고 |
| -------- | ------ | ---- | -------- | ------------------ | -------- | -------- | --------------- | ---- | ---- | ---- |
| 2024년   | 총선   | 22대 | 국회의원 | 경남 창원시 진해구 | 국민의힘 | 51,100표 | \| \| 50.24% \| | 1위  |      | 초선 |
|          | 50.24% |      |          |                    |          |          |                 |      |      |      |

## 소속 정당
| 소속 정당 | 소속 정당 | 소속 기간 | 비고      |
| --------- | --------- | --------- | --------- |
|           | 국민의힘  | 2024~현재 | 정계 입문 |

## 같이 보기
- 창원시 진해구 (선거구)
- 창원시 진해구의 국회의원
- 대한민국의 조달청장